# Ford S-Max
Ford S-Max, 5- eller 7-sitsig modell. Den blev utnämnd till Årets bil 2007 i Europa.

## Motoralternativ
| Modell        | Årsmodell | Motor                   | Cylindervolym | Effekt | Vridmoment | Bränslesystem             |
| ------------- | --------- | ----------------------- | ------------- | ------ | ---------- | ------------------------- |
| 2.0           | 2007-     | 4-cyl radmotor DOHC 16V | 1999 cm³      | 145 hk | 185 Nm     | Bränsleinsprutning        |
| 2.0 Flexifuel | 2008-     | 4-cyl radmotor DOHC 16V | 1999 cm³      | 145 hk | 190 Nm     | Bränsleinsprutning        |
| 2.3           | 2008-     | 4-cyl radmotor DOHC 16V | 2261 cm³      | 160 hk | 208 Nm     | Bränsleinsprutning        |
| 2.5           | 2007-     | 5-cyl radmotor DOHC 20V | 2521 cm³      | 220 hk | 320 Nm     | Bränsleinsprutning, turbo |
| 1.8 TDCi      | 2007-     | 4-cyl radmotor SOHC 8V  | 1753 cm³      | 100 hk | 280 Nm     | Turbodiesel               |
| 1.8 TDCi      | 2007-     | 4-cyl radmotor SOHC 8V  | 1753 cm³      | 125 hk | 320 Nm     | Turbodiesel               |
| 2.0 TDCi      | 2008-     | 4-cyl radmotor DOHC 16V | 1997 cm³      | 115 hk | 300 Nm     | Turbodiesel               |
| 2.0 TDCi      | 2007      | 4-cyl radmotor DOHC 16V | 1997 cm³      | 130 hk | 320 Nm     | Turbodiesel               |
| 2.0 TDCi      | 2007-     | 4-cyl radmotor DOHC 16V | 1997 cm³      | 140 hk | 320 Nm     | Turbodiesel               |
| 2.2 TDCi      | 2008-     | 4-cyl radmotor DOHC 16V | 2179 cm³      | 175 hk | 400 Nm     | Turbodiesel               |